# Lena Maria Show
Lena Maria Show var ett underhållningsprogram från Malmö som sändes i Sveriges Television på hösten 1980 och hösten 1981. Programledare var sångerskan Lena-Maria Gårdenäs-Lawton. Gårdenäs-Lawton skrev största delen av manus själv. Susanne Wigforss skrev även en del sketcher och medverkade i några.
I varje program medverkade dansgruppen Kicks - Helen Arnesen, Susanne Berglund, Lill Burtner och Hans Marklund. Anders Henriksson höll i husbandet där bl.a. gitarristen Dougie Lawton, Gårdenäs-Lawton make ingick.

## Medverkande

### Hösten 1980
- 30 oktober 1980 - Lena Andersson, Magnum Bonum, Eddie Meduza (gestaltade sin karaktär Hakan), Marianne Faithfull
- 6 november 1980 - Duane Loken (Vargtass i TV-serien Familjen Macahan), holländska flickduon Maywood, gotlänningen Jan Bertholdsson och Mikael Rickfors Band
- 13 november 1980 - Gyllene tider, Carmen Ratia, Leo Sayer, Liza Öhman
- 20 november 1980 - Lasse Berghagen, Annika Dahlqvist, Madleen Kane

### Hösten 1981
- 12 november 1981 - Shakin' Stevens, Freestyle, Lasse Flinckman, Lena Eriksson, Michael Saxell
- 19 november 1981 - Kim Wilde, Basse Wickman, Electric Banana Band med Lasse Åberg och Janne Schaffer samt svenska gruppen Kee & the Kick
- 26 november 1981 - Marianne Faithfull, Mikael Wiehe, Robert Palmer, Jannicke
- 3 december 1981 - Juan Carlos Baretto, David Johnson, Zorry, Isadora Juice
- 17 december 1981 - Sheena Easton, Marie Hedman, Harpo
- 24 december 1981 - Gyllene tider, Virna Lindt, The Nolans, Kung Sune